# Dolk

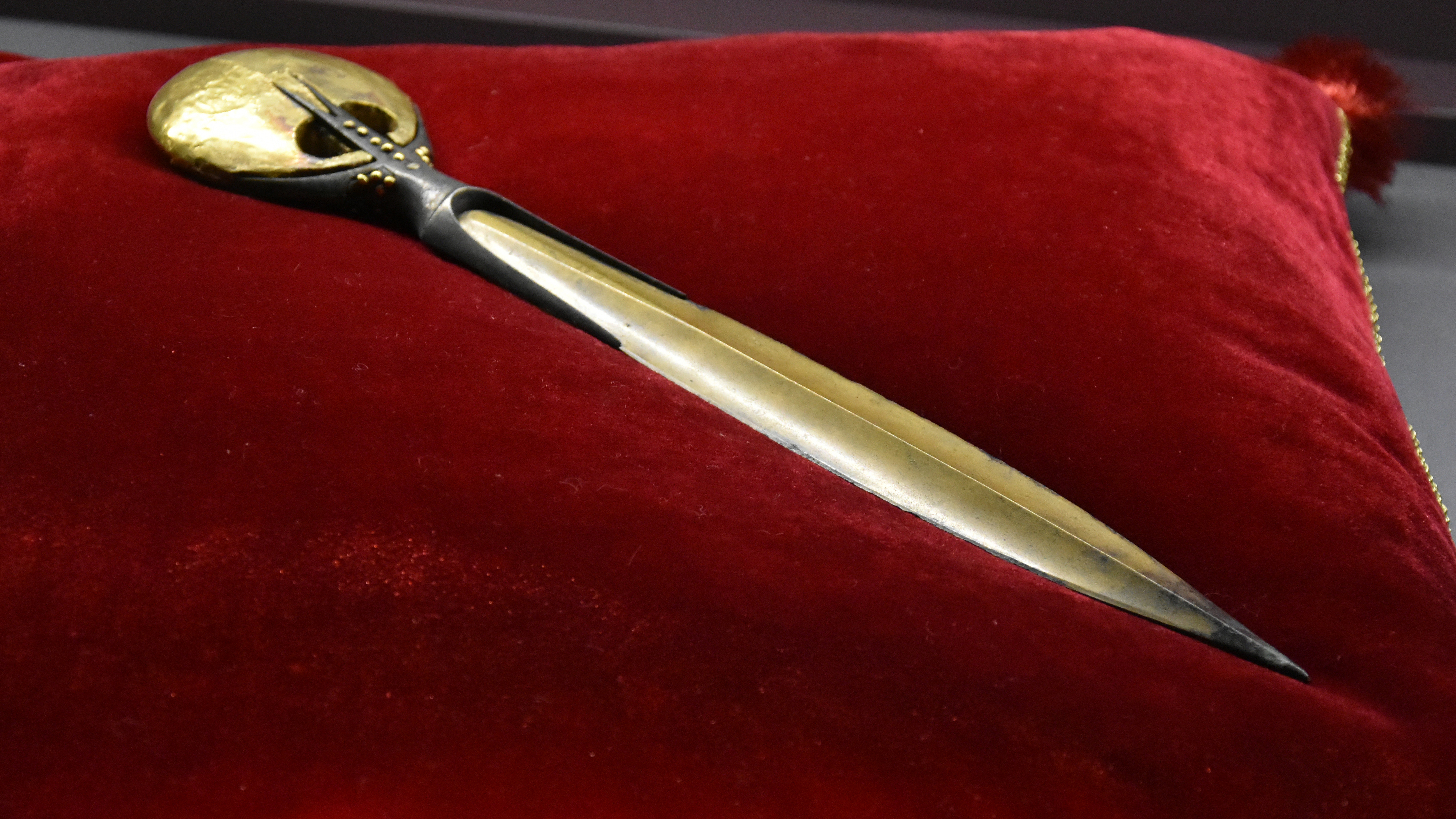
Dolk van farao Kamosis (ca. 1450 v.Chr. hout, koper en goud) - Koninklijke Bibliotheek van België

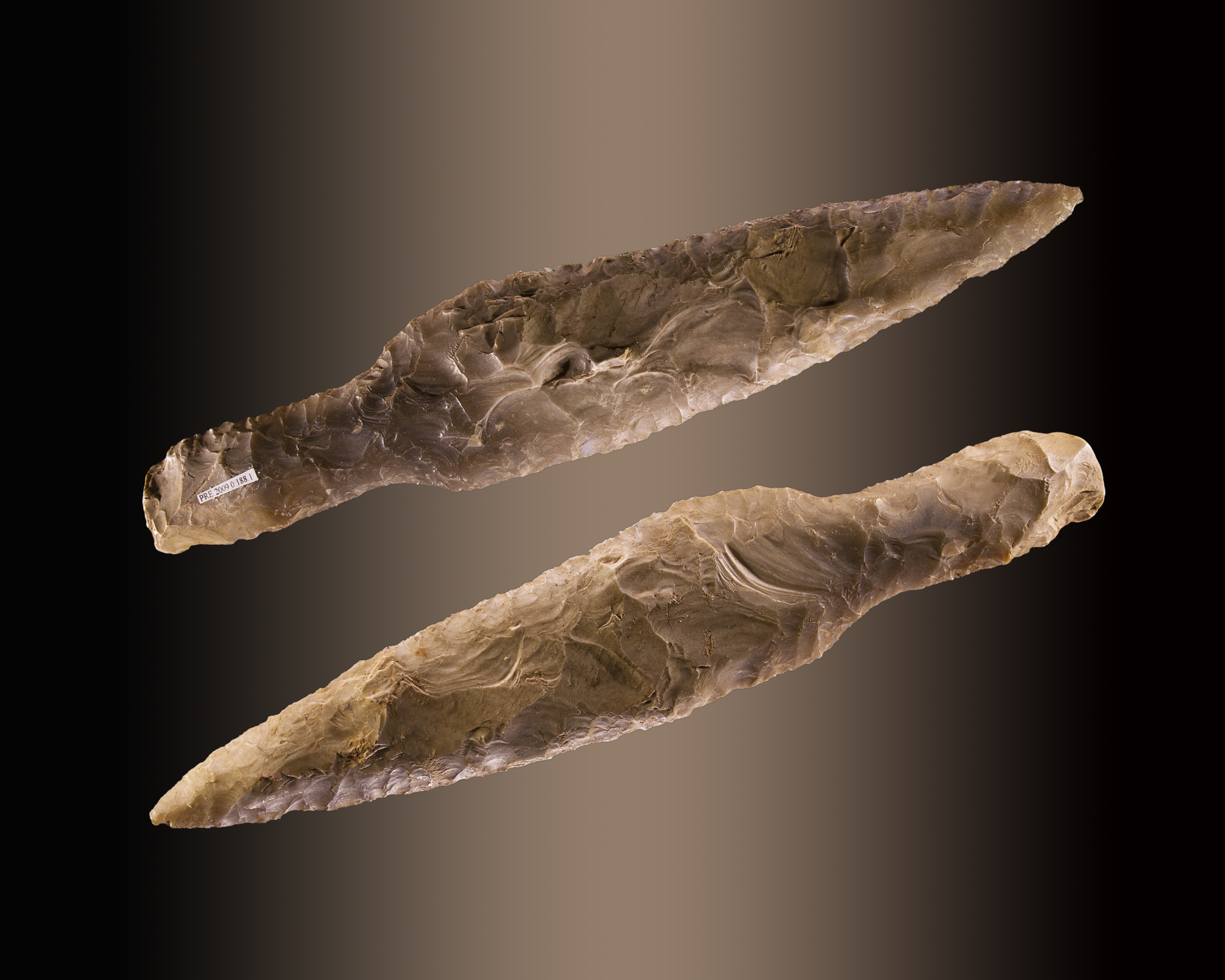
Dolk (ca. 1800 v.Chr.)

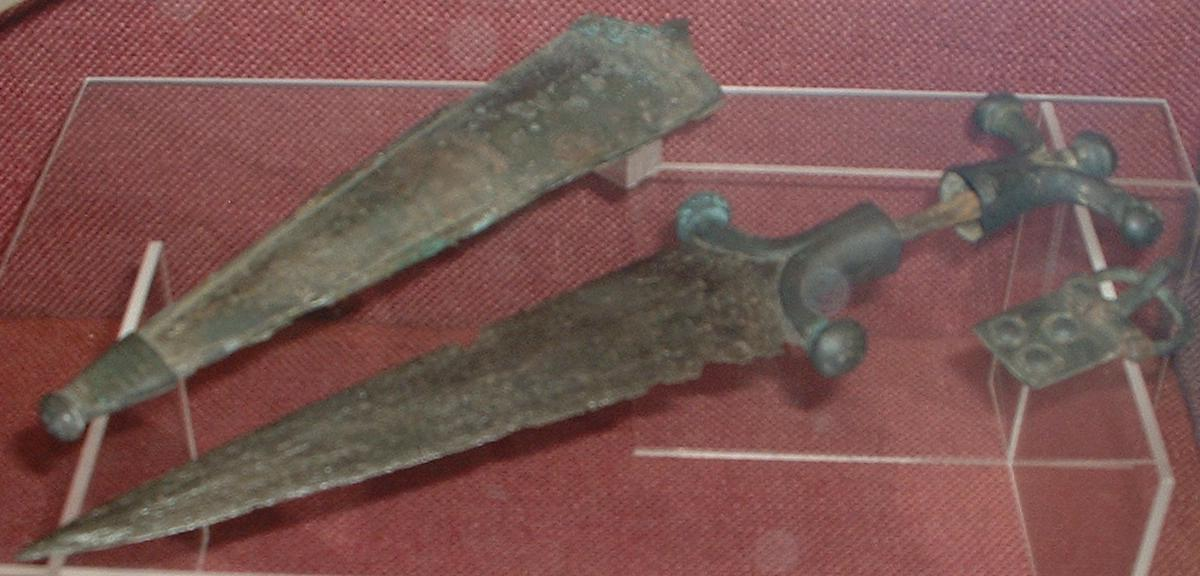
Keltische dolk, schede en gesp

Een dolk is een tweesnijdend mes, dat mensen vroeger vaak bij zich droegen om zichzelf te beschermen. De dolk werd bij de maaltijd ook gebruikt om het eten te snijden. Het gebruik van een dolk aan tafel kwam ten einde doordat de Franse Kardinaal Richelieu het gebruik ervan aan tafel verbood. Het tafelmes werd in plaats daarvan geïntroduceerd. Bij de dolk ligt de punt van het lemmet in het verlengde van de as van het heft. Het lemmet is dus symmetrisch, in tegenstelling tot een dolkmes. Het wapen wordt gebruikt om te steken, stoten, of als secundair verdedigingswapen in man-tegen-mangevechten. Het is een wapen dat tegenwoordig nog maar zelden gebruikt wordt.
Evenals de strijdbijl is de dolk ontwikkeld uit prehistorisch gereedschap. Oorspronkelijk werden dolken gemaakt van vuursteen, ivoor of bot. Ze zijn in gebruik als wapen sinds de vroegste perioden van de menselijke beschaving. De eerste dolken verschijnen in de bronstijd, in het derde millennium voor de christelijke jaartelling. Het zwaard is ontwikkeld uit grote dolken, omdat een dolk een te klein bereik had om effectief te zijn tegen bijlen, speren en goedendags.
Dolken vervullen in diverse culturen een symbolische functie, bijvoorbeeld de Kirpan uit het sikhisme die de drager moet herinneren te strijden voor rechtvaardigheid en tegen onderdrukking.